# Woodstock (Alabama)
Woodstock – miasto w Stanach Zjednoczonych, w stanie Alabama, w hrabstwie Bibb. W roku 2023 miasto zamieszkiwało 1579 osób, a gęstość zaludnienia wynosiła 84,4 osoby/km².